# Frederiksø (ö i Danmark, Region Syddanmark)
Frederiksø är en ö i Danmark. Den ligger i Svendborgs kommun, Region Syddanmark, i den södra delen av landet. Ön har en bofast invånare (2020) och nås via en bro från Svendborg.
Mellan år 1907 och 2001 låg skeppsvarvet Svendborg skibsværft på ön. I en av de de gamla fabrikshallarna finns ett museum för nöjessegling.